# Colle di Buggiano
Colle di Buggiano is een plaats (frazione) in de Italiaanse gemeente Buggiano.